# Manis crassicaudata
Tê tê Ấn Độ hay Tê tê đuôi dày (Manis crassicaudata) là một loài tê tê được tìm thấy trong các vùng đồng bằng và đồi núi của Ấn Độ, Sri Lanka, Nepal, và một phần của Pakistan. Nó không phải phổ biến bất cứ nơi nào trong phạm vi của nó. Như các loài tê tê khác, nó có vảy lớn, chồng chéo trên cơ thể của nó như áo giáp. Nó cũng có thể cuộn mình thành một quả bóng tự vệ chống lại động vật ăn thịt như hổ. Màu sắc vảy của nó thay đổi tùy thuộc vào màu sắc đất trong môi trường xung quanh. Nó sống về đêm và nằm sâu trong các hang hốc vào ban ngày.
Nó là được săn bắt để lấy thịt, được xem là ngon, và để làm dầu thuốc.
Ở Kerala, nó được gọi là eenampechi. Tiếng Sinhala, nó được gọi là kaballewa và trong tiếng Tamil là azhungu hoặc alangu. Trong tiếng Oriya, nó được gọi là bajrakapta.

## Mô tả

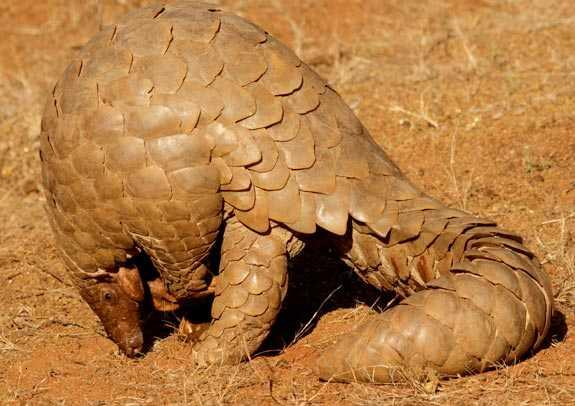
Mẫu ở Gujarat

Manis crassicaudata có chiều dài phần đầu cơ thể 51–75 cm, chiều dài đuôi của 33–47 cm và trọng lượng 10–16 kg. Con cái có một cặp vú, và nhỏ hơn so với nam giới. Đầu của con vật này là hình nón và mõm dài. Màu sắc đệm mũi tương tự, hoặc hơi đậm hơn da màu hồng nâu. Đôi mắt của nó là nhỏ và tròng đen tối. M. crassicaudata có tổng cộng 160-200 vảy (trong đó 40-46% được đặt ở đuôi) và vảy lớn có thể đạt chiều dài 6,5–7 cm, rộng 8,5 cm, và nặng 7-10 gram, da và vảy chiếm khoảng một phần tư đến một phần ba trong tổng số khối lượng cơ thể của loài này.